# Umspannwerk Neuenhagen

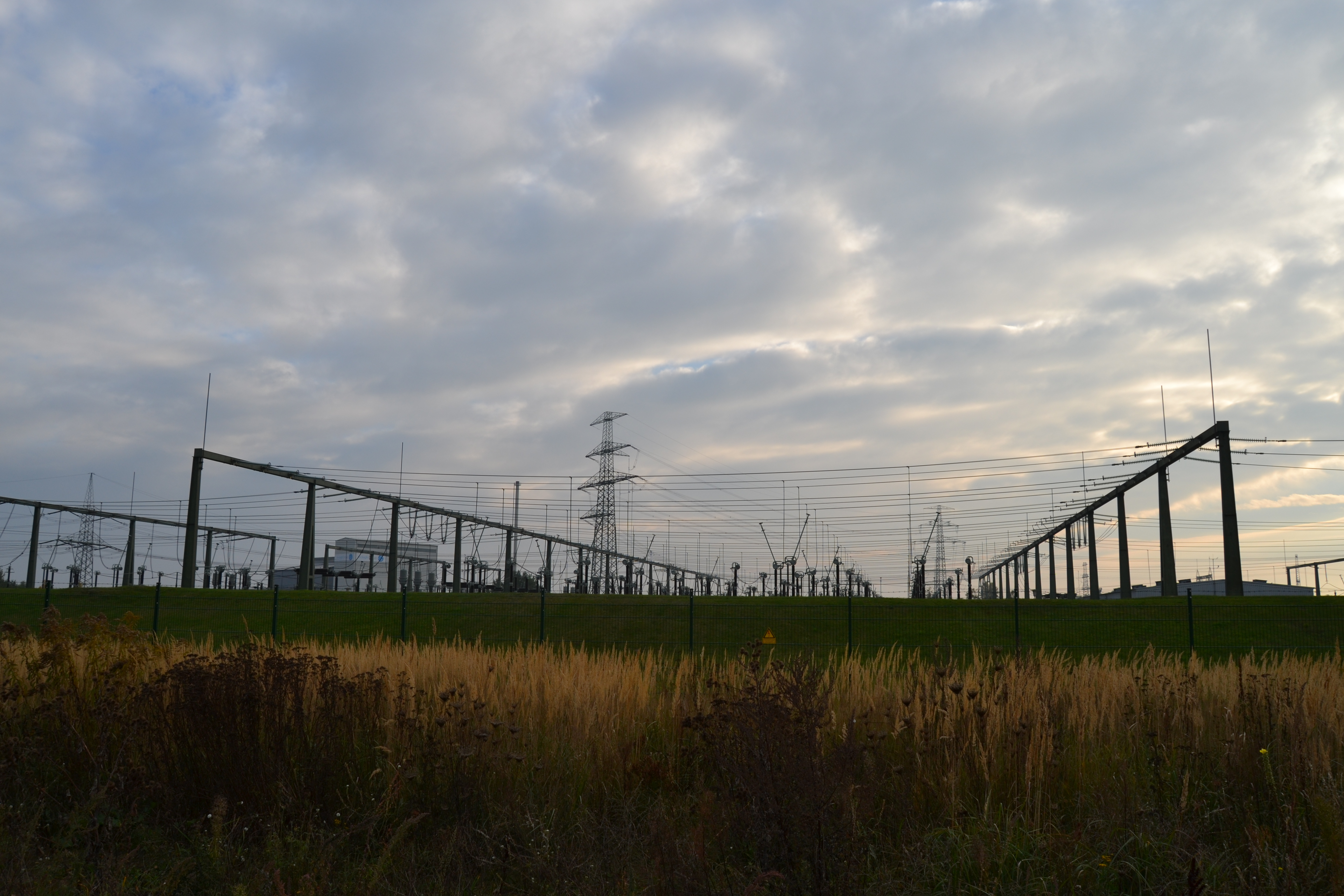

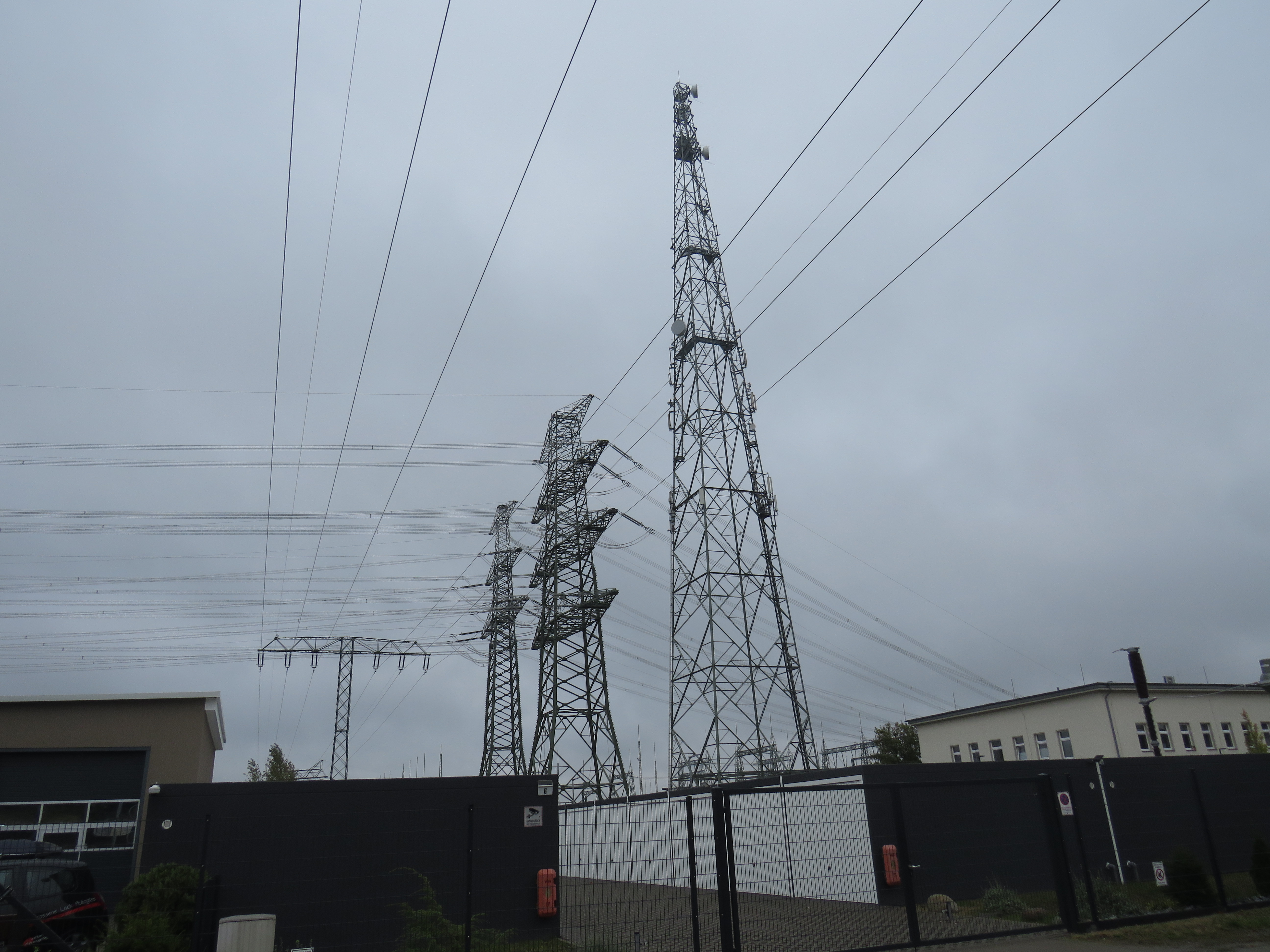
Umspannwerk Neuenhagen, Richtfunkturm und abgehende 380-kV-Freileitungen (Nordring Berlin und Uckermarkleitung)

Das Umspannwerk Neuenhagen wurde ab 1954 angelegt, um die Stromversorgung von Ost-Berlin sicherzustellen, was durch die deutsche Teilung und zahlreicher als Reparationsleistungen demontierten 110-kV-Leitungen einige Probleme bereitete. 1957 war das Umspannwerk Neuenhagen erst mit zwei 220-kV-Leitungen mit dem Kraftwerk Trattendorf verbunden, bis 1972 nahm deren Zahl auf neun zu.
Im selben Jahr wurde auch die Anbindung an das 380 kV-Stromnetz realisiert und mehrere Netzkuppeltransformatoren zur Verbindung der 380-kV- und 220-kV-Ebenen installiert. Auf dem Areal des Umspannwerks Neuenhagen befindet sich eine Leitstelle von 50Hertz, von dem aus das Stromnetz der Neuen Bundesländer kontrolliert wird.